# Quentin Durward
Quentin Durward és una novel·la de Walter Scott, que es va publicar el 1823. Explica la història d'un arquer escocès al servei del rei francès Lluís XI, que al principi va publicar en tres volums. El seu protagonista es diu Quentin Durward.

## Introducció
La novel·la descriu la vida d'un mercenari escocès sota el regnat de Lluís XI. L'heroi és un jove escocès la família del qual ha estat massacrada per una família rival. Obligat de prendre l'hàbit monacal perquè no el matessin, va fugir del seu país i marxà a França.
La novel·la és basada en fets històrics treballats de manera lliure i ofereix un retrat exacte de diverses figures històriques, sobretot Carles el Temerari, duc de Borgonya i el cardenal Balue. D'altra banda, la novel·la ofereix una anàlisi de les diferències entre les cultures escocesa i francesa.

## Intriga
La intriga de la novel·la està centrada sobre la rivalitat entre Lluís XI i Carles el Temerari, duc de Bourgogne. Lluís XI incita els habitants del principat de Lieja a revoltar-se contra el seu prínceb-bisbe, Lluís de Borbó, aliat de Carles. Sota la direcció de l'aliat de Lluís XI, Guillem, comte de la Mark, dit «el Senglar de les Ardenes», ataquen el castell del príncep-bisbe, que està assassinat per de la Mark.
Al moment de l'homicidi, Lluís XI està amb Carles a Péronne, on intenta provar-li la seva bona fe situant-se a la seva mercè. Però, quan Carles s'assabenta de l'atac i la mort del seu cosí, acusa Lluís XI de ser-ne l'instigador i l'empresona. L'ardit de Lluís i el sentit de l'honor de Durward, que es nega a trair-lo el permeten de reduir les acusacions a un no-res i recupera la llibertat.
Darrere aquesta intriga principal, la novel·la explica la història d'Isabelle de Croy, comtessa borgonyona que buscat refugi amb Lluís, per tal de no casar-se amb Campo Basso, a qui Carles, el seu senyor feudal, la destina. Lluís XI, per la seva part, decideix donar-la en matrimoni a La Mark, per tal de donar al seu aliat els mitjans d'oposar-se al duc de Borgonya. Per això li fa creure que l'envia amb el príncep-bisbe de Lieja. El jove Quentin Durward és un dels membres de la seva guàrdia que l'ha de protegir durant el viatge. Tanmateix, Quentin prevéu la traïció i la condueix fins a Lieja. Quentin s'enamora d'Isabelle.
A Péronne, Carles, que ha proposat en va al duc d'Orléans - promès de la filla de Lluís - la mà de la comtessa, li promet que li portarà el cap de La Marck. Gràcies a l'ajuda del seu oncle, Ludovic Lesley, Quentin obté la mà d'Isabelle.

## Personatges principals
- Quentin Durward – protagonista i arquer
- Ludovic Lesley – oncle de Durward
- Lluís XI – rei de France
- Carles el Temerari – duc de Borgonya
- Guillem de la Marck – aliat de Lluís
- Isabelle de Croy – comtessa borgonyona

## Adaptacions
La novel·la ha estat adaptada en les següents formes:
- Una pel·lícula: Les aventures de Quentin Durward (1955)
- Una sèrie de televisió: Quentin Durward (1971)
- Una novel·la il·lustrada dibuixat pel dibuixant portuguès Fernando Bento i publicat per primera vegada en una diari infantil.

## A internet
- Quentin Durward al Projecte Gutenberg (anglès)
- Quentin Durward a l'Arxiu digital de Walter Scott, de la biblioteca de la Universitat d'Edimburg. (anglès)
- Quentin Durward a Internet Movie Database (anglès)